# Maharashtra Open

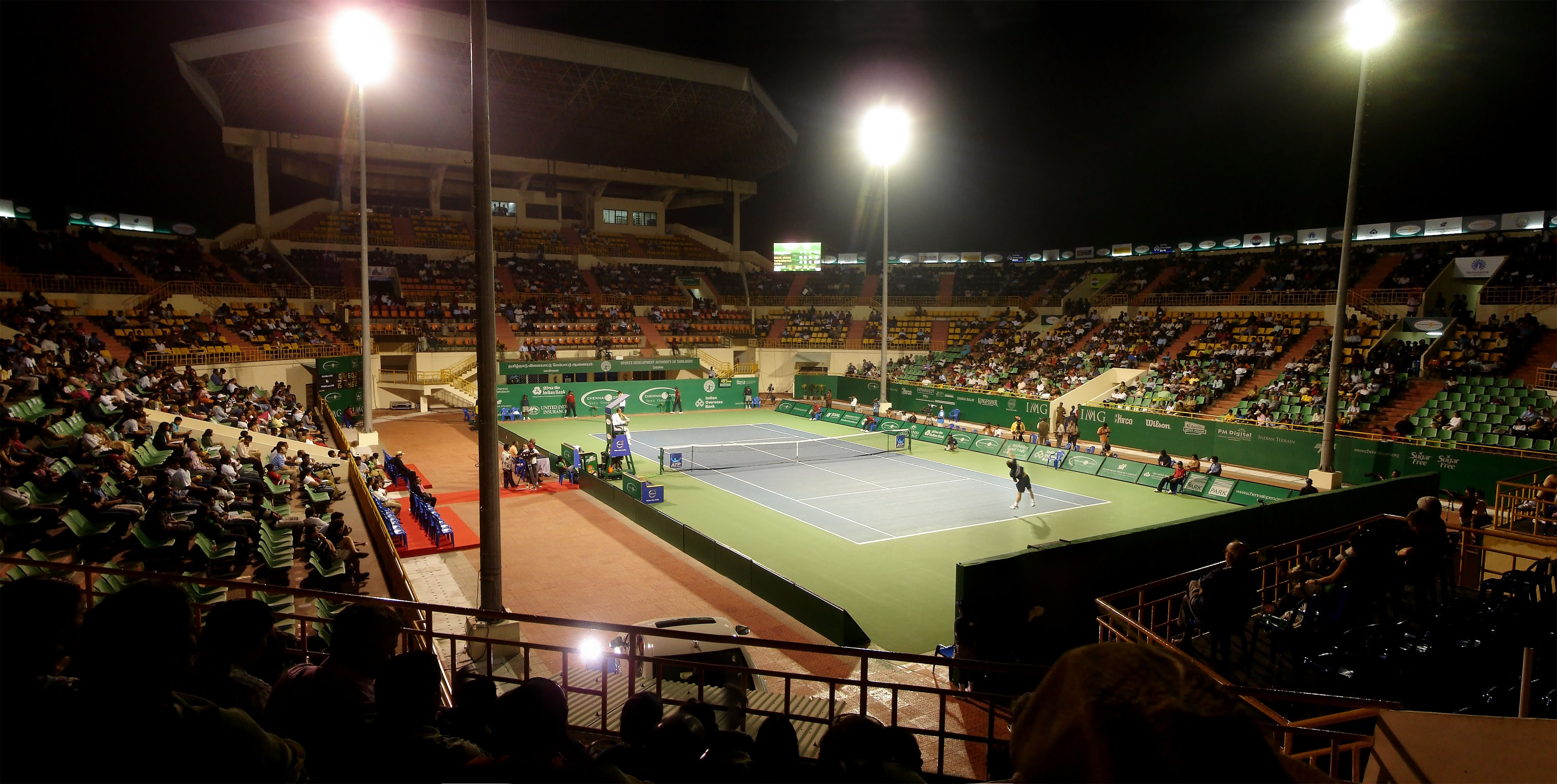
SDAT Tennis Stadium

Il Maharashtra Open è stato il principale torneo tennistico indiano dal 1996 fino alla sua cancellazione nel 2023. Si svolgeva attualmente a Pune. Dal 1996 per quattro edizioni, si è svolto in aprile, per poi essere spostato alla prima settimana di gennaio dal 2000.
In seguito al cambio dello sponsor dovuto al disinvestimento da aziende produttrici di tabacco, il torneo è stato anche TATA Open dal 2002 al 2004, e dall'anno successivo è co-sponsorizzato dal governo del Tamil Nadu, collaborazione che terminerà nel 2010.
Il torneo si svolgeva a New Delhi nell'edizione inaugurale, per poi essere spostata nella sede di Chennai dal 1997 al 2017, mentre dal 2018 viene disputata a Pune.
Lo svizzero Stan Wawrinka detiene il record di vittorie nel singolare con 4 titoli, mentre l'indiano Leander Paes ha il record nel doppio con 6 titoli di cui 5 ottenuti insieme al connazionale Mahesh Bhupathi.

## Albo d'oro

### Singolare

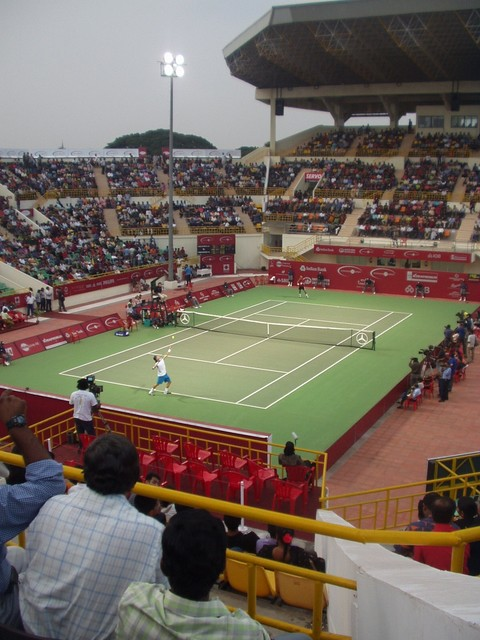
La finale del torneo 2005 tra Carlos Moyá e Paradorn Srichaphan

| Anno                 | Vincitore                                        | Finalista                                        | Punteggio                                        |
| ↓ Maharashtra Open ↓ | ↓ Maharashtra Open ↓                             | ↓ Maharashtra Open ↓                             | ↓ Maharashtra Open ↓                             |
| -------------------- | ------------------------------------------------ | ------------------------------------------------ | ------------------------------------------------ |
| 2023                 | Tallon Griekspoor                                | Benjamin Bonzi                                   | 4–6, 7–5, 6–3                                    |
| 2022                 | João Sousa                                       | Emil Ruusuvuori                                  | 7–6(9), 4–6, 6–1                                 |
| 2021                 | Non disputato a causa della Pandemia di covid-19 | Non disputato a causa della Pandemia di covid-19 | Non disputato a causa della Pandemia di covid-19 |
| 2020                 | Jiří Veselý                                      | Egor Gerasimov                                   | 7–6(5), 5–7, 6–3                                 |
| 2019                 | Kevin Anderson                                   | Ivo Karlović                                     | 7–6(4), 6(2)–7, 7–6(5)                           |
| 2018                 | Gilles Simon                                     | Kevin Anderson                                   | 7–6(4), 6–2                                      |
| ↓ Chennai Open ↓     |                                                  |                                                  |                                                  |
| 2017                 | Roberto Bautista Agut                            | Daniil Medvedev                                  | 6–3, 6–4                                         |
| 2016                 | Stan Wawrinka (4)                                | Borna Ćorić                                      | 6–3, 7–5                                         |
| 2015                 | Stan Wawrinka (3)                                | Aljaž Bedene                                     | 6–3, 6–4                                         |
| 2014                 | Stan Wawrinka (2)                                | Édouard Roger-Vasselin                           | 7–5, 6–2                                         |
| 2013                 | Janko Tipsarević                                 | Roberto Bautista Agut                            | 3–6, 6–1, 6–3                                    |
| 2012                 | Milos Raonic                                     | Janko Tipsarević                                 | 6(4)–7, 7–6(4), 7–6(4)                           |
| 2011                 | Stan Wawrinka (1)                                | Xavier Malisse                                   | 7–5, 4–6, 6–1                                    |
| 2010                 | Marin Čilić (2)                                  | Stan Wawrinka                                    | 7–6(2), 7–6(3)                                   |
| 2009                 | Marin Čilić (1)                                  | Somdev Devvarman                                 | 6–4, 7–6(3)                                      |
| 2008                 | Mikhail Youzhny                                  | Rafael Nadal                                     | 6–0, 6–1                                         |
| 2007                 | Xavier Malisse                                   | Stefan Koubek                                    | 6–1, 6–3                                         |
| 2006                 | Ivan Ljubičić                                    | Carlos Moyá                                      | 7–6(6), 6–2                                      |
| 2005                 | Carlos Moyá (2)                                  | Paradorn Srichaphan                              | 3–6, 6–4, 7–6(5)                                 |
| 2004                 | Carlos Moyá (1)                                  | Paradorn Srichaphan                              | 6–4, 3–6, 7–6(5)                                 |
| 2003                 | Paradorn Srichaphan                              | Karol Kučera                                     | 6–3, 6–1                                         |
| 2002                 | Guillermo Cañas                                  | Paradorn Srichaphan                              | 6–4, 7–6(2)                                      |
| 2001                 | Michal Tabara                                    | Andrej Stoljarov                                 | 6–2, 7–6(4)                                      |
| 2000                 | Jérôme Golmard                                   | Markus Hantschk                                  | 6–3, 6(6)–7, 6–3                                 |
| 1999                 | Byron Black                                      | Rainer Schüttler                                 | 6–4, 1–6, 6–3                                    |
| 1998                 | Patrick Rafter                                   | Mikael Tillström                                 | 6–3, 6–4                                         |
| 1997                 | Mikael Tillström                                 | Alex Rădulescu                                   | 6–4, 4–6, 7–5                                    |
| ↓ McDowell Open ↓    |                                                  |                                                  |                                                  |
| 1996                 | Thomas Enqvist                                   | Byron Black                                      | 6–2, 7–6(3)                                      |

### Doppio
| Anno                 | Vincitori                                        | Finalisti                                        | Punteggio                                        |
| ↓ Maharashtra Open ↓ | ↓ Maharashtra Open ↓                             | ↓ Maharashtra Open ↓                             | ↓ Maharashtra Open ↓                             |
| -------------------- | ------------------------------------------------ | ------------------------------------------------ | ------------------------------------------------ |
| 2023                 | Sander Gillé Joran Vliegen                       | Sriram Balaji Jeevan Nedunchezhiyan              | 6–4, 6–4                                         |
| 2022                 | Rohan Bopanna (3) Ramkumar Ramanathan            | Luke Saville John-Patrick Smith                  | 6(10)–7, 6–3, [10–6]                             |
| 2021                 | Non disputato a causa della Pandemia di covid-19 | Non disputato a causa della Pandemia di covid-19 | Non disputato a causa della Pandemia di covid-19 |
| 2020                 | André Göransson Christopher Rungkat              | Jonathan Erlich Andrei Vasilevski                | 6–2, 3–6, [10–8]                                 |
| 2019                 | Rohan Bopanna (2) Divij Sharan                   | Luke Bambridge Jonny O'Mara                      | 6–3, 6–4                                         |
| 2018                 | Robin Haase Matwé Middelkoop                     | Pierre-Hugues Herbert Gilles Simon               | 7–6(5), 7–6(5)                                   |
| ↓ Chennai Open ↓     |                                                  |                                                  |                                                  |
| 2017                 | Rohan Bopanna (1) Jeevan Nedunchezhiyan          | Purav Raja Divij Sharan                          | 6–3, 6–4                                         |
| 2016                 | Oliver Marach Fabrice Martin                     | Austin Krajicek Benoît Paire                     | 6–3, 7–5                                         |
| 2015                 | Lu Yen-hsun Jonathan Marray                      | Raven Klaasen Leander Paes                       | 6–3, 7–6(4)                                      |
| 2014                 | Johan Brunström Frederik Nielsen                 | Marin Draganja Mate Pavić                        | 6–2, 4–6, [10–7]                                 |
| 2013                 | Benoît Paire Stan Wawrinka                       | Andre Begemann Martin Emmrich                    | 6–2, 6–1                                         |
| 2012                 | Leander Paes (6) Janko Tipsarević                | Jonathan Erlich Andy Ram                         | 6–3, 6–4                                         |
| 2011                 | Mahesh Bhupathi (5) Leander Paes (5)             | Robin Haase David Martin                         | 6–2, 6(3)–7, [10–7]                              |
| 2010                 | Marcel Granollers Santiago Ventura               | Lu Yen-hsun Janko Tipsarević                     | 7–5, 6–2                                         |
| 2009                 | Eric Butorac Rajeev Ram                          | Jean-Claude Scherrer Stan Wawrinka               | 6–4, 6–4                                         |
| 2008                 | Sanchai Ratiwatana Sonchat Ratiwatana            | Marcos Baghdatis Marc Gicquel                    | 6–4, 7–5                                         |
| 2007                 | Xavier Malisse Dick Norman                       | Rafael Nadal Bartolome Salva-Vidal               | 7–6(4), 7–6(4)                                   |
| 2006                 | Michal Mertiňák Petr Pála                        | Prakash Amritraj Rohan Bopanna                   | 6–2, 7–5                                         |
| 2005                 | Rainer Schüttler Lu Yen-hsun                     | Mahesh Bhupathi Jonas Björkman                   | 7–5, 4–6, 7–6(4)                                 |
| 2004                 | Rafael Nadal Tommy Robredo                       | Jonathan Erlich Andy Ram                         | 7–6(3), 4–6, 6–3                                 |
| 2003                 | Julian Knowle Michael Kohlmann                   | František Čermák Leoš Friedl                     | 7–6(1), 7–6(3)                                   |
| 2002                 | Leander Paes (4) Mahesh Bhupathi (4)             | Tomáš Cibulec Ota Fukárek                        | 5–7, 6–2, 7–5                                    |
| 2001                 | Byron Black Wayne Black                          | Barry Cowan Mosè Navarra                         | 6–3, 6–4                                         |
| 2000                 | Julien Boutter Christophe Rochus                 | Prahlad Srinath Saurav Panja                     | 7–5, 6–1                                         |
| 1999                 | Leander Paes (3) Mahesh Bhupathi (3)             | Wayne Black Neville Godwin                       | 4–6, 7–5, 6–4                                    |
| 1998                 | Leander Paes (2) Mahesh Bhupathi (2)             | Olivier Delaître Maks Mirny                      | 6–7, 6–3, 6–2                                    |
| 1997                 | Leander Paes (1) Mahesh Bhupathi (1)             | Oleg Ogorodov Eyal Ran                           | 7–6(4), 7–5                                      |
| ↓ McDowell Open ↓    |                                                  |                                                  |                                                  |
| 1996                 | Jonas Björkman Nicklas Kulti                     | Byron Black Sandon Stolle                        | 4–6, 6–4, 6–4                                    |